# 英国君主列表
从1707年5月1日英格蘭王國與苏格兰王国合併為大不列顛王國開始計算，英国共有13名君主（见英国君主）。自1603年3月24日以来英格兰王国与苏格兰王国便处于斯图亚特王朝统领的共主邦聯之下，而1707年5月1日这两国正式合并，建立大不列顛王國。1801年1月1日，大不列顛王國同愛爾蘭王國合并，建立大不列颠及爱尔兰联合王国。1922年12月6日，爱尔兰自由邦成立并脱离联合王国独立；1927年4月12日该国因此更名为大不列颠及北爱尔兰联合王国。

## 列表
1702年3月8日安妮女王即位为英格兰女王、苏格兰女王、爱尔兰女王。1707年5月1日《1707年聯合法令》生效，英格蘭王國与苏格兰王国合并为大不列顛王國，安妮女王的英格兰女王与苏格兰女王头衔合并为大不列颠女王。
根据英格蘭國會通过的《1701年嗣位法令》，罗马天主教徒被排除于继承序列之外，由此汉诺威王朝得以参与继承。为换取英格兰在北美和西印度群岛的种植园的贸易权，蘇格蘭議會于1707年批准了汉诺威继承及两国的联合。
安妮女王去世时无子嗣存活，由此詹姆斯六世及一世的外孙女汉诺威的索菲娅之子——乔治一世成为了继承顺位最靠前的非罗马天主教徒继承人。
爱德华七世虽为维多利亚女王之子，但他随其父、也就是维多利亚女王丈夫阿尔伯特亲王的姓氏萨克森-科堡-哥达。1901年维多利亚女王逝世，汉诺威王朝在英国的统治终结。随即爱德华七世即位，开创了萨克森-科堡-哥达王朝在英国的统治。由于第一次世界大战期间英国反德情節高涨，1917年乔治五世将英國王室姓氏由萨克森-科堡-哥达改为温莎。
| 英国君主                                                                                       | 画像         | 徽章         | 出生                                                                           | 婚姻                                                                                               | 加冕            | 逝世                             | 英国王位继承权                                                                                          |              |
| 斯图亚特王朝                                                                                   | 斯图亚特王朝 | 斯图亚特王朝 | 斯图亚特王朝                                                                   | 斯图亚特王朝                                                                                       | 斯图亚特王朝    | 斯图亚特王朝                     | 斯图亚特王朝                                                                                            | 斯图亚特王朝 |
| ---------------------------------------------------------------------------------------------- | ------------ | ------------ | ------------------------------------------------------------------------------ | -------------------------------------------------------------------------------------------------- | --------------- | -------------------------------- | --- | ------------ |
| 安妮女王 安妮·斯圖亞特 1707年5月1日 – 1714年8月1日                                             |              |              | 1665年2月6日 聖詹姆士宮 詹姆斯二世和七世 与安妮·海德之女                       | 丹麦的乔治 1683年7月28日 圣詹姆士宫 17次妊娠，僅一子活過嬰兒                                       | 1702年 4月23日  | 1714年8月1日 肯辛顿宫 49歲       | 詹姆斯二世和七世之女，玛丽二世之妹；威廉三世之小姨子 （1689年权利法案，1701年嗣位法令，1707年聯合法令） |              |
| 漢諾威王朝                                                                                     |              |              |                                                                                | |                 |                                  | |              |
| 喬治一世 喬治·路易 1714年8月1日 – 1727年6月11日                                                |              |              | 1660年5月28日 莱纳宫 汉诺威选侯恩斯特·奥古斯特与汉诺威选侯夫人索菲娅之子       | 策勒的索菲娅·多罗蒂娅 1682年11月21日 2名子女                                                       | 1714年 10月20日 | 1727年6月11日 奥斯纳布吕克 67歲  | 詹姆斯六世及一世之外曾孙，汉诺威选侯夫人索菲娅长子 （1701年嗣位法令）                                   | [ 2 ]        |
| 喬治二世 喬治·奧古斯都 1727年6月11日 – 1760年10月25日                                          |              |              | 1683年10月30日 海恩豪森 乔治一世与不伦瑞克-吕讷堡-策勒的索菲娅·多罗蒂娅之子    | 勃兰登堡-安斯巴赫的卡罗琳 1705年8月22日 8名子女                                                    | 1727年 10月11日 | 1760年10月25日 肯辛顿宫 76岁     | 喬治一世之子 （長子繼承權）                                                                             | [ 3 ]        |
| 喬治三世 乔治·威廉·弗雷德里克 1760年10月25日 – 1820年1月29日                                   |              |              | 1738年6月4日 诺福克宫 威尔士亲王弗雷德里克与薩克森-哥達-阿爾滕堡的奧古絲塔之子 | 梅克伦堡-施特雷利茨的夏洛特 1761年9月8日 聖詹姆士宮 15名子女                                       | 1761年 9月22日  | 1820年1月29日 溫莎城堡 81岁      | 喬治二世之孫； 威尔士亲王弗雷德里克之子 （長子繼承權）                                                  | [ 4 ]        |
| 喬治四世 乔治·奥古斯都·弗雷德里克 1820年1月29日 – 1830年6月26日                                |              |              | 1762年8月12日 圣詹姆士宫 喬治三世与梅克伦堡-施特雷利茨的夏洛特之子             | （1）瑪麗亞·費茲荷伯特 1785年9月15日 公园径（2）不伦瑞克的卡罗琳 1795年4月8日 圣詹姆士宫 1女       | 1821年 7月19日  | 1830年6月26日 溫莎城堡 67岁      | 喬治三世之长子 （長子繼承權）                                                                           | [ 5 ]        |
| 威廉四世 威廉·亨利 1830年6月26日 – 1837年6月20日                                               |              |              | 1765年8月21日 白金漢宮 喬治三世与梅克伦堡-施特雷利茨的夏洛特之子               | 萨克森-迈宁根的阿德莱德 1818年7月13日 邱宫 2女                                                     | 1831年 9月8日   | 1837年6月20日 温莎城堡 71岁      | 喬治三世之子； 喬治四世之弟 （推定繼承人）                                                              | [ 6 ]        |
| 维多利亚女王 亞歷山德琳娜·維多利亞1837年6月20日 – 1901年1月22日                                |              |              | 1819年5月24日 肯辛頓宮 肯特公爵爱德华亲王与科堡的维多利亚公主之女              | 萨克森-科堡-哥达的阿尔伯特 1840年2月10日 聖詹姆士宮 9名子女                                        | 1838年 6月28日  | 1901年1月22日 奧斯本莊園 81岁    | 喬治三世之孫女； 喬治四世及威廉四世姪女； 爱德华亲王之女 （推定繼承人）                                 | [ 7 ]        |
| 薩克森-科堡-哥達王朝                                                                           |              |              |                                                                                | |                 |                                  | |              |
| 愛德華七世 阿尔伯特·爱德華 1901年1月22日 – 1910年5月6日                                        |              |              | 1841年11月9日 白金漢宮 维多利亚女王与阿尔伯特亲王之子                          | 丹麥的亞歷山德拉 1863年3月10日 圣乔治礼拜堂 6名子女                                                | 1902年 8月9日   | 1910年5月6日 白金漢宮 68岁       | 維多利亞女王之长子 （長子繼承權）                                                                       | [ 8 ]        |
| 溫莎王朝                                                                                       |              |              |                                                                                | |                 |                                  | |              |
| 喬治五世 乔治·弗雷德里克·恩斯特·阿尔伯特 1910年5月6日 – 1936年1月20日                          |              |              | 1865年6月3日 马尔博罗宫 爱德华七世与丹麥的亞歷山德拉之子                       | 特克的瑪麗 1893年7月6日 圣乔治礼拜堂 6名子女                                                       | 1911年 6月22日  | 1936年1月20日 桑德林汉姆府 70岁  | 愛德華七世之次子 （長子繼承權）                                                                         | [ 9 ]        |
| 愛德華八世 爱德华·阿尔伯特·克里斯蒂安·乔治·安德鲁·帕特里克·大卫 1936年1月20日 – 1936年12月11日 |              |              | 1894年6月23日 白屋 乔治五世与特克的玛丽之子                                    | 华里丝·辛普森 1937年6月3日 康代城堡 沒有子女                                                       | 因退位 而取消   | 1972年5月28日 塞纳河畔讷伊 77岁  | 喬治五世之長子 （長子繼承權）                                                                           | [ 10 ]       |
| 喬治六世 阿尔伯特·弗雷德里克·亚瑟·乔治 1936年12月11日 – 1952年2月6日                           |              |              | 1895年12月14日 桑德灵厄姆宮 乔治五世与特克的玛丽之子                           | 伊麗莎白·鮑斯-萊昂 1923年4月26日 威斯敏斯特教堂 2女                                                | 1937年 5月12日  | 1952年2月6日 桑德林汉姆府 56岁   | 喬治五世之次子； 愛德華八世之弟 （推定繼承人）                                                          | [ 11 ]       |
| 伊麗莎白二世 伊麗莎白·亞歷山德拉·瑪麗 1952年2月6日 – 2022年9月8日                              |              |              | 1926年4月21日 梅費爾 乔治六世与伊丽莎白·鲍斯-莱昂之女                          | 菲利普·蒙巴頓 1947年11月20日 威斯敏斯特教堂 4名子女                                                | 1953年 6月2日   | 2022年9月8日 巴爾莫勒爾城堡 96岁 | 喬治六世之長女 （推定繼承人） 愛德華八世侄女                                                            | [ 12 ]       |
| 查爾斯三世 查尔斯·菲利普·亚瑟·喬治 2022年9月8日 – 至今                                         |              |              | 1948年11月14日 白金漢宮 菲利普亲王与伊丽莎白二世之子                           | （1）戴安娜·斯賓塞 1981年7月29日 聖保羅座堂 2子（2）卡米拉·尚德 2005年4月8日 聖喬治禮拜堂 沒有子女 | 2023年 5月6日   | 在世                             | 伊麗莎白二世之長子 （長子繼承權）                                                                       | [ 13 ]       |

## 時間軸
| 英國君主在位時長 |
| ---------------- |
|                  |